# 國民革命軍第四軍
國民革命軍第四軍是中華民國大陸時期的一個軍，格言為「公誠廉毅」。

## 援閩粤軍
1917年9月10日孫中山發起護法運動，時任廣東省省長朱慶瀾呼應孫中山號召，將廿個警衛營指揮權轉移給孫中山組成護法軍，護法軍政府重編之後，將這批部隊改稱為「粵軍」，粵軍的指揮軍官組成包括原先與陳炯明相識的廣東新軍軍官，以及效忠孫中山而沒有自建部隊的基層軍官。12月2日孫中山命陳炯明為「援閩粵軍」總司令，鄧鏗任參謀長，司令部下轄有：秘書、參謀、副官、供應、軍法、醫療、軍務共8個部門，司令部設於廣州越秀路惠州會館。
初期編制如下：
- 總司令：陳炯明
- 參謀長：鄧鏗
  - 第一支隊
    - 司令李炳榮，下轄3個營

  - 第二支隊
    - 司令許崇智，下轄4個營

  - 第三支隊
    - 司令羅紹雄，下轄3個營

  - 第四支隊
    - 司令鄧本殷，下轄3個營

  - 第五支隊
    - 司令洪兆麟，下轄3個營

  - 預備隊
    - 司令熊略，下轄2個營

  - 游擊隊
    - 司令徐連勝，下轄2個營[3]

1918年6月開始援閩，7月攻克漳州，將原先控制全部福建省的直系軍閥周蔭人、李厚基控制區收縮至閩北一代，並在福建西南地區建立「閩南護法區」。8月6日戰爭結束時粵軍擴編，成第一軍、第二軍，編制如下：
- 第一軍
  - 軍長陳炯明
  - 第一支隊
    - 司令李炳榮

  - 第二支隊
    - 司令洪兆麟

  - 第三支隊
    - 司令熊略

  - 第四支隊
    - 司令羅紹雄

  - 第五支隊
    - 司令鄧本殷

- 第二軍
  - 軍長許崇智
  - 第一支隊
    - 司令吳忠信

  - 第二支隊
    - 司令關國雄

  - 第三支隊
    - 司令蔣國斌

  - 第四支隊
    - 司令謝文炳[3]

1920年8月16日粵軍由漳州返回廣東，討伐桂軍，10月29日攻克廣州。11月1日陳炯明任廣東省省長和粵軍總司令，掌握廣東省的軍政大權。由於陳炯明的有意操作，親陳系統的軍事將領集中在粵軍第一軍，而效忠孫中山的將領則集中在第二軍，這為後續分裂種下了分割點。

## 建國粵軍
1920年11月孫中山返回廣州主持政局後，援閩粵軍被整編為粵軍，陳炯明任總司令、鄧鏗任參謀長，下轄第一、二兩軍和李福林的福軍。編制如下：
- 第一軍
  - 軍長陳炯明(兼)
  - 第一師
    - 師長鄧鏗，下轄2個旅
    - 第一旅[註 2]
      - 旅長梁鴻楷，下轄4個團
        - 第一團
          - 團長謝毅

        - 第二團
          - 團長徐漢臣

        - 第三團
          - 團長陳修爵

        - 第四團
          - 團長陳銘樞

    - 第二旅
      - 旅長胡秉為

  - 工兵營
    - 營長吳植夫

  - 通訊連
    - 連長楊勇

  - 機槍連
    - 連長薛岳[註 3]

  - 第二師
    - 師長洪兆麟，下轄2個旅
    - 第三旅
      - 旅長尹驥

    - 第四旅
      - 旅長李雲復

  - 第三師
    - 師長魏邦平，下轄2個旅
    - 第五旅
      - 旅長鄭潤琦

    - 第六旅
      - 旅長陳章甫

另外共有6個獨立旅

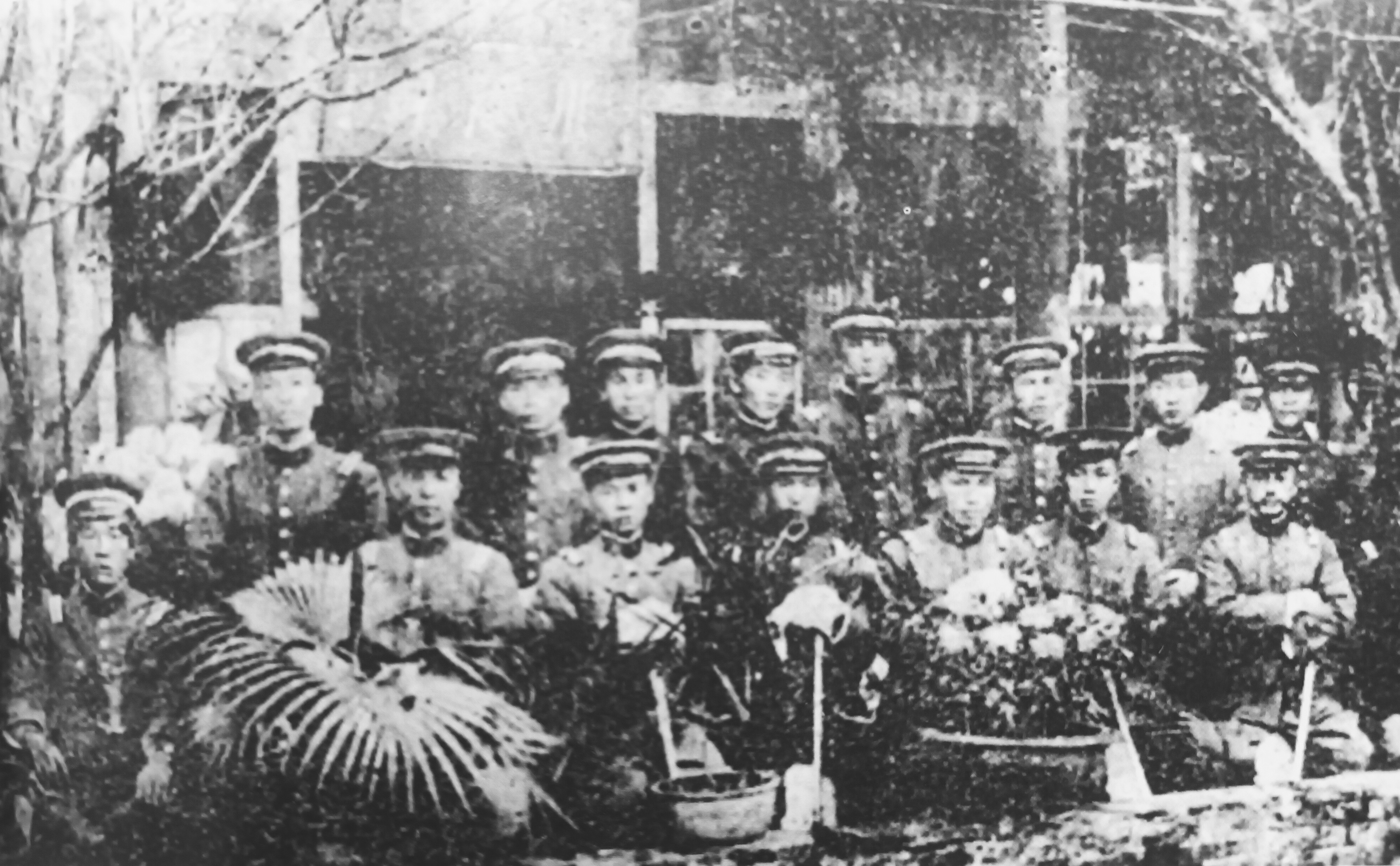
大元帥大本營警衛團於廣西梧州合影，前排左3張發奎、左4薛岳、6為葉挺、7為蔣光鼐

1921年5月5日孫中山就任非常大總統，就任後由鄧鏗成立警衛團，陳可鈺任團長。第一師直屬部隊工兵營、機槍連和警衛游擊第二十七營組成一、二、三營，編制如下：
- 警衛團
  - 團長陳可鈺，下轄3個營
  - 第一營
    - 營長薛岳，下轄4個連
    - 第一連
      - 連長繆培南

    - 第二連
      - 連長梁世驥

    - 第三連
      - 連長梁公福

    - 第四連
      - 連長吳逸志[6]

  - 第二營
    - 營長李章達→葉挺

  - 第三營
    - 營長張發奎，下轄4個連
    - 第一連
      - 連長阮寶洪

    - 第二連
      - 連長蘇德燊

    - 第三連
      - 連長王仲瑜

    - 第四連
      - 連長陳瑜[2]

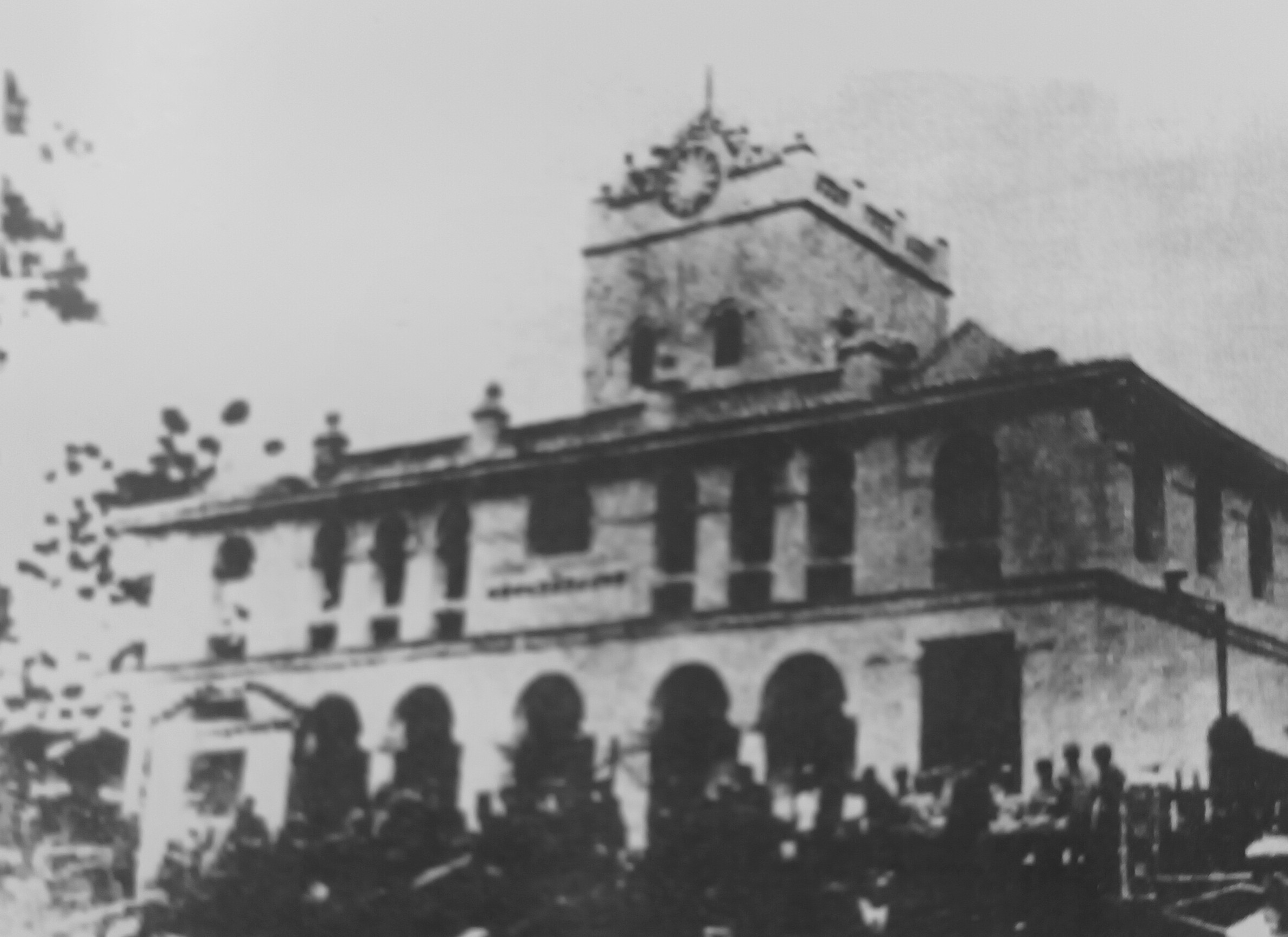
1921年廣西桂林北伐大本營

1921年6月孫中山知曉欲出師北代，必先平定兩廣，旋即命令粵軍、贛軍、滇軍、黔軍等入桂討伐陸榮廷、陳炳焜、譚浩明，是為第二次粵桂戰爭，8月兩廣統一。12月4日孫中山在桂林建立北伐軍大本營，胡漢民任祕書長，李烈鈞任參謀長，朱培德任滇軍總司令和黔軍谷正倫、贛軍彭程萬，準備北伐。

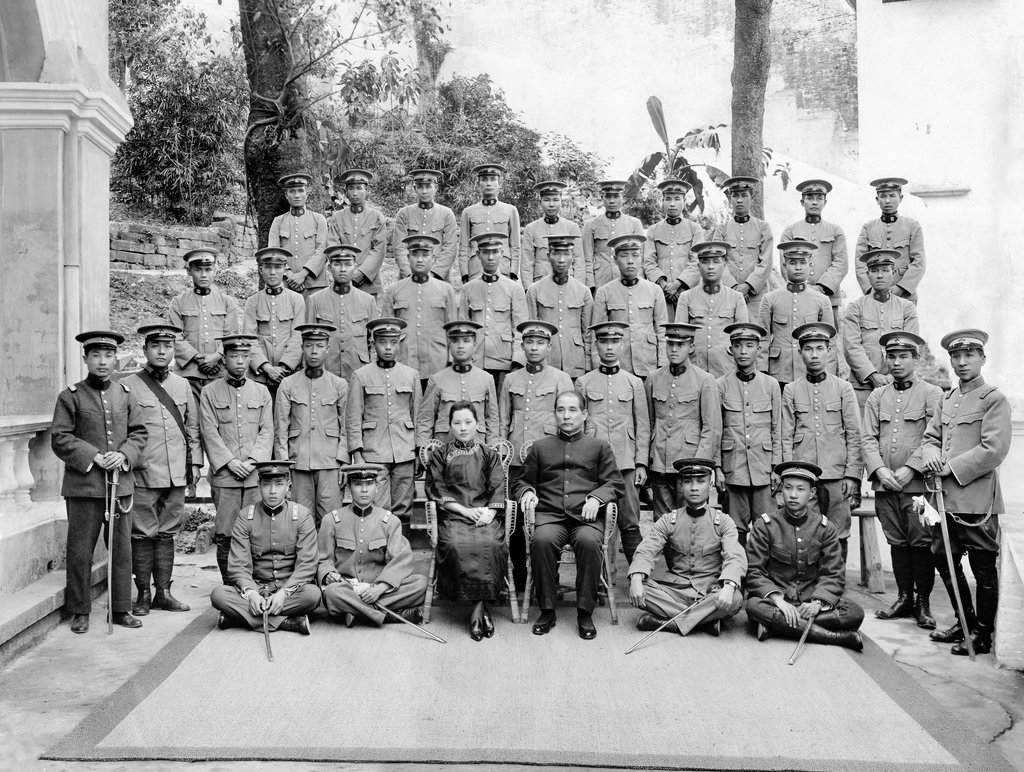
1922年，孫中山、宋慶齡在廣州與總統府警衛團官兵合影。前排坐者左一為葉挺，右一為薛岳，右二為張發奎。

1922年1月14日孫中山在桂林北伐軍大本營召開會議，會議決議編成北伐軍七個軍。2月3日孫中山頒布北伐動員令，令李烈鈞率滇軍朱培德部、黔軍谷正倫部、贛軍彭程萬部為第一路，進攻江西，許崇智率粵軍為第二路進攻武漢。
1922年3月21日鄧鏗自香港返回廣州時在廣九車站遇刺，由陳炯明之親信葉舉策劃此案。5月6日孫中山先生到韶關誓師北伐，分三路進攻江西。6月16日陳炯明發動政變，警衛營一、二營被解除武裝，團長陳可鈺被俘，第三營營長張發奎在粵北翁源，與陳炯明部展開激戰後大敗，遂則帶剩餘部下百餘人入草為寇，9月才回到廣州並編入輜重營。7月2日北伐軍回師「靖亂」，但成效不佳。
1923年1月粵軍第一軍第一師參謀長李濟深、工兵營營長鄧演達、第一師第二團團長卓仁璣、第四團代理團長戴戟陣前起義，討伐陳炯明。2月17日退駐江門，後各部隊於江門調整部署。3月成立陸海軍大元帥府，孫中山先生任大元帥，並將外省駐粵軍隊編為「國防軍」，粵軍則編為「地方軍」。
1923年4月粵軍第一師、第三師、第四師等編成「中央直轄粵軍第四軍」，軍長梁鴻楷，參謀長李濟琛，編制如下：
- 軍長梁鴻楷
- 參謀長李濟琛
  - 第一師
    - 師長李濟琛(兼)，下轄2個旅
    - 第一旅
      - 旅長卓仁璣，下轄4個團
      - 第一團
        - 團長梁鴻林

      - 第二團
        - 團長卓仁璣(兼)

      - 第三團
        - 團長鄧演達→徐景唐[註 5]

      - 第四團
        - 團長戴戟

    - 第二旅
      - 旅長陳濟棠

  - 第二師
    - 師長周之貞，下轄2個旅

  - 第三師
    - 師長鄭潤琦，下轄2個旅[註 6][4]

1923年5月18日張發奎率第三營佔領肇慶，擊退桂軍沈鴻英部並俘虜旅長黄振邦。攻克肇慶後增編獨立團，由張發奎任團長，編制如下:
- 獨立團
  - 團長張發奎，下轄3個營
  - 第一營
    - 營長朱暉日

  - 第二營
    - 營長蘇德燊→繆培南[9]

  - 第三營
    - 營長韋就[註 7]

1924年6月孫中山先生將粵軍改編為「建國粵軍」，建軍前原本是西路討賊軍梁鴻楷部和東路討賊軍許崇智部。成軍後許崇智任總司令，蔣中正任參謀長，下轄第一軍梁鴻楷部、第三軍李福林部、警衛軍吳鐵城部和3個獨立旅。第一軍編制如下：
- 第一軍
  - 軍長梁鴻楷，下轄4個師
  - 第一師
    - 師長李濟琛，下轄2個旅
    - 第一旅
      - 旅長陳銘樞，下轄2個團[註 8]
      - 第一團
        - 團長張發奎，下轄3個營
        - 第一營
          - 營長朱暉日

        - 第二營
          - 營長繆培南

        - 第三營
          - 營長黃琪翔[8]

      - 第二團
        - 團長蔣光鼐，下轄3個營
        - 第一營
          - 營長蔡廷鍇

        - 第二營
          - 營長黃固

        - 第三營
          - 營長黃質勝

    - 第二旅
      - 旅長陳濟棠

  - 第二師
    - 師長張民達，下轄2個旅
    - 第三旅
      - 旅長莫雄

    - 第四旅
      - 旅長張民達(兼)

  - 第三師
    - 師長鄭潤琦，下轄2個旅
    - 第五旅
      - 旅長李杰夫→巫琦

    - 第六旅
      - 旅長何彤

  - 第四師[註 9]
    - 師長許濟，下轄3個旅
    - 第七旅
      - 旅長譚曙卿

    - 第八旅
      - 旅長楊錦龍

    - 補充旅
      - 旅長衛立煌[1]

1925年6月13日成功驅逐楊希閔、劉震寰後，蔣中正任廣州衛戍司令。粵軍第一營駐高州會館，第二團二、三營駐觀音山，其餘各部駐守廣州、四邑、東江、西江地區。

## 国民革命军第四军
1925年7月，国民政府正式在广州成立，各省驻粤军队统一整编为国民革命军。建国粤军第一軍第一师正式改编为国民革命军第四军，下辖三個师，当时编制如下：
- 军长：李济深
- 副军长：陈可钰
- 参谋长：邓演存
- 政治部主任：麦朝枢
  - 第十师
    - 师长：陈铭枢
    - 副师长：蒋光鼐
      - 二十八团（蔡廷锴）、二十九团（孙绳）、三十团（戴戟）

  - 第十一师
    - 师长：陈济棠
    - 副师长：徐景唐，後改任邓世增
      - 下辖三十一团（余汉谋）、三十二团（邓世增，后香翰屏）、三十三团（黄镇球）

  - 第十二師
    - 师长：张发奎
    - 副师长：朱晖日
    - 党代表梅龚彬（1927年4月任职）
      - 下辖三十四团（1926年6月前团长为叶挺，后三十四团改编为独立团先期参加北伐，三十四团重建，团長为许志锐）、三十五团（缪培南）、三十六团（黄琪翔）

  - 独立团（又称叶挺独立团，1926年6月由三十四团改编而成，先期参加北伐）
    - 团长：叶挺
    - 副团长: 罗隆(后黄熙)
      - 下辖第一营 (曹渊)，第二营 (贺声洋)(后许继慎)，第三营 (张伯黄)

北伐战争前，李福林所部国民革命军第五军下辖第十三师被拨归第四军节制。值得注意的是，由于此时兵力不足，第四军编组并未出现旅级部队，而是在团以上直接跳师，该军实际兵力不过仍是一师。

### 国民革命军北伐时期
1926年7月，国民政府挥师北伐。第四军分成前线与后方两部分：前者由陈铭枢第十师、张发奎第十二师和叶挺独立团组成，接受副军长陈可钰指挥开往前线；军长李济深身兼国民革命军总参谋长、黄埔军校副校长，与陈济棠第十一师、徐景唐第十三师及两个炮兵营留守广州。北伐战争中，第四军所向披靡。在汀泗橋、賀勝橋大胜吳佩孚部。10月10日，攻克武昌。該軍亦因此榮獲「鐵軍」稱號。
1926年11月，前线的第四军第十师和第十二师在未征询后方意见的情况下进行扩编：第十师扩编继承国民革命军第十一军，陈铭枢接替方本仁任军长，蒋光鼐任副军长，下辖第十、第二十四及二十六师；第十二师则单方面扩编为国民革命军第四军，张发奎任軍長，黃琪翔任副軍長，鄧龍光任教導第一師師長，下轄第十二、二十一、二十五師；原李济深所部第四军因此被迫在张发奎回粤后改番号为国民革命军新编第四军。之後张部第四軍東進，与國民革命軍第三軍共同在江西擊破孫傳芳主力，攻下九江及南昌。
1927年4月，蒋中正在江浙发起“清党”，另立南京国民政府与武汉国民政府对峙，陈铭枢因支持蒋而被唐生智、张发奎驱逐，所部第十一军由张发奎属下朱晖日接任军长，同时黄琪翔升任第四军军长。
1927年8月10日，李济深在广东将国民革命军后方总司令部改组为国民革命军第八路军总指挥部，节制留守广东的新编第四军、第五军、第十六军、第三十二军、新编第十三军，后又增加节制北伐归来的第四军、第十一军。
值得注意的是，尽管张发奎部在北伐前线立下“铁军”殊勋，但下克上等诸多做法无形中招致一些同為第四军出身同袍的不满，为之后第四军持续数年的内讧埋下祸根。

### 國共分裂
1927年初，寧漢分裂，蒋中正在南京另立国民政府，与武汉正统中央对峙，并於4月開始清黨，捕殺共產黨人。留守廣東、廣西的李济深和黄绍竑等人亦配合清共。於前方的第四軍在張發奎指揮下向武漢国民政府效忠。第十一軍陳銘樞則因與唐生智、张发奎等不和，被驱逐離開軍隊赴南京，第十一軍亦交張發奎指揮。其後武漢與南京分頭北伐，第四軍及第十一軍在河南击溃張作霖奉軍。
1927年7月15日，武漢国民政府分共。最初第四軍軍中共產黨员甚多，但张发奎实际并未认真执行清党指令，反而保护了一批共产党人，如主要由中國共產黨人成立的中央獨立師便被第四軍吸收為教導團。不过不甘坐以待毙的共产黨人於8月1日在南昌發動南昌暴動，由共产黨控制的第四軍25師、教導團及第十一军第10师、第24师皆参与起事，导致张发奎损失惨重，所部只剩下第四军第十二师（师长缪培南）及改追随张的原十一军第二十六师（师长许志锐）。十一軍第十師最初亦參加南昌暴動，後來脫離共产黨開赴福建，复归陳銘樞辖下並效忠南京。至此原第四軍分裂成：中国共产黨的红四军、張發奎第四军、陳銘樞第十一军及李濟深新编第四军。

### 國共內戰
1927年中，蒋中正、汪兆铭分别在与新桂系的争斗中失利下野。随后蒋汪二人便分别联络張發奎、黃琪翔二人，以其能利用张黄二人的军事资本，在广州等地另立国民党中央，以对抗新桂系所设立之“中央特别委员会”。同时，张、黄二人也希望借反桂扩大影响，削弱新桂系的政治盟友，长期控制广东之李濟深，进而夺取广东地盘。三派势力开始联合。
南昌起义后，張發奎、黃琪翔借口南下追剿南昌起义部队，率军自江西南下广东。控制广东之李济深对张、黄所部归来表示欢迎，划出北江地區为张、黄部队之驻地，并要求张、黄部队立即出兵攻打在粤赣边境的共产党叶挺部队，但张黄二人以要求李济深通电反桂作为交换条件。其时新桂系与唐生智之矛盾已经基本激化，无论从政治，军事上新桂系都占优势，而李济深本身又是广西梧州人。于是李济深不愿反桂，只得调动其嫡系部队北上攻击共产党武装，广州城防空虚。张、黄二人之部队趁机控制了广州，同时暗中收买李济深新编第四军所属薛岳新编第二师、黄镇球新编第四师及广东省防军等部队，蓄谋驱逐李济深、夺取广东地盘。此时第四军下辖第十二师（师长缪培南）、第二十五师（师长李汉魂）、第二十六师（师长许志锐）。
1927年10月29日，汪兆铭自香港到达广州，另立国民党中央和国民政府，公开宣布反对新桂系之“中央特别委员会”。此时新桂系与唐生智矛盾已经彻底激化，宁汉战争爆发，双方已经在湖北、安徽开战，新桂系黃紹竑不得不将驻屯广东的桂军部队撤守广西。汪精卫、张发奎、黄琪翔趁机排挤李济深在广东的势力。而蒋介石则自日本返回上海，宣布将于11月间在上海召集国民党中执委召开国民党二届四中全会的预备会，电请汪精卫，李济深自广东北上上海，企图将李济深诱离广东。
11月16日，汪兆铭、李济深离开广州北上上海，张、黄二人立即发报给留守广西的新桂系排名第三的首领黃紹竑，要其前来广州暂代李济深之职务。因新桂系之政治盟友李济深离开广东，新桂系同意黄绍竑前往广州，以控制局面。不料黄绍竑于17日凌晨到达广州，尚未住下，寓所就被张发奎派兵包围。黄绍竑意识到有被瓮中捉鳖风险，立即在包围圈未合拢之时化装逃离广州前往香港。张、黄二人遂正式发动政变，将桂系在广州周边的部队缴械，李济深部薛岳新编第二师和黃鎮球新编第四师（后编入张发奎第四军分别改番号为教导第一师和教导第二师）以及李福林第五军也同时倒戈，攻击粤西地区的桂系主力部队第七军，第七军被迫退回广西。18日，张发奎自任广州军事委员会主席，以汪派人物顧孟餘、陈公博分别出任中国国民党广州政治分会主席和广东省政府主席。
因当时宁汉战争正在进行，新桂系无暇顾及对广东用兵，于是只得先行政治和舆论攻势，张、黄二人与新桂系爆发了大规模的舆论战。张黄二人攻击黄绍竑入粤，是企图将张黄二人之部队缴械，张黄政变实为自卫。而新桂系，李济深则声称黄绍竑所部乃合法入粤，张黄二人兵变实乃军阀行径。一时间舆论大哗。
在上海举行之国民党二届四中全会预备会上，新桂系，李济深与汪兆铭展开了争斗。新桂系和李济深联合反汪各派攻击汪精卫，要求先追究张黄事件之责任，再召开二届四中全会。而蒋中正则以“中立调停”的姿态，声称张黄事件应压后处理。在各派围攻之下，汪兆铭突然抛出要求蒋中正复职之提案，意图转移视线。由于当时国民党内各派势力之政治利益难以调和，蒋中正复职为各派唯一可接受之共同点。自此，在寧漢分裂前期被迫下野的蒋中正，得以借广州张黄事变复出。
1927年12月11日凌晨，在唐生智、新桂系、李济深、汪兆铭、蒋中正、张黄二人错综复杂的政治争斗之下，中国共产党利用潜伏在张黄部队中的共产党员和左翼分子发动起义，中国大陆史学界称之为“广州起义”。张黄二人连夜逃往广州河南区粤军李福林部驻地，随后立即抽调防备桂系之军队主力约5万余人，围攻广州。12月14日，广州起义失败，起义部队大部战死，部分撤离至海陆丰。
蒋中正立即利用这一事件，反而连同新桂系和李济深倒汪。汪兆铭腹背受敌，不得已与张发奎、黄琪翔等通电下野、流亡海外，由缪培南继任第四军军长，吴奇伟升任第十二师师长，同时缪集结残余部队，准备取道赣皖北上逃离广东。
此时李唐之战已基本告终，知悉张部动向的新桂系立即调动部队，连同李濟深之粤军，围攻张发奎部第四军。桂军从广西大举东进，粤军则自潮汕西进，新桂系另有一部自上海海运汕头助攻。张部第四军在缪培南带领下，由薛岳师、黄镇球师首先东进进攻东江的陳銘樞、陳濟棠粤军，将二陈的部队击退。随后主力回师进攻东进的黄旭初桂军。双方激战数日，张黄部队军心不稳，又无后援。李福林部和广东海军又倒戈，已经无力再战。缪培南率部艰难退往粤北逃出生天，在此过程中第二十六师师长许志锐阵亡，该军后被蒋介石收编。张发奎通电下野。新桂系之政治盟友李济深重回广州。
张黄事变结束后，李济深于1928年回粤，复任廣東省政府主席、国民革命军第八路军总指挥、国民革命军总参谋长等职。1928年3月19日，李济深宣布撤销張發奎部第四军番号（唯张发奎不肯承认，依旧自视为第四军正统），同时李济深辞去第四军军长职，改以陳濟棠任第四军军长，徐景唐任第五军军长，陈铭枢继续担任第十一军军长。此时第四军下辖第十一师（师长余汉谋）、第十二师（师长香翰屏）、第二十五师（师长陈章甫）。
由此，第四军演化分裂成为陳銘樞部、陳濟棠部、張發奎部、中国共产党部四大系统。

### 陈铭枢部
1928年李济深返粤后，陈铭枢仍然沿用第十一军番号，部队恢复至一师一团规模。同年12月陈铭枢请辞军长职，蔣光鼐短暂接任军长。1929年3月15日李济深北上调停蒋桂战争后，蔣光鼐背叛李济深、投靠蒋介石响应南京军事编遣，所部缩编为广东编遣区第三师和独立第二旅，蒋光鼐任师长、蔡廷锴任旅长。1929年7月蒋光鼐联合陈济棠师击溃拥护李济深的徐景唐部广东编遣区第二师，所部由陈、蒋收编。
1929年8月17日，为第三次粤桂战争作准备，在南京支持下，广东编遣区第三师改编为国民革命军第六十一师，独立第二旅扩编为国民革命军第六十师，蒋光鼐、蔡廷锴分任师长。
1929年底至1930年期间，作为中原大战的一部分，南京支持的二陈粤军（陈济棠、蒋光鼐、蔡廷锴）和桂张（发奎）联军爆发激烈战争，新桂系在北流遭陈济棠、张发奎系第四军在衡阳遭蒋光鼐重创，退守柳州一带。
1930年7月，作为中原大战蒋方援军，同时削弱陈铭枢实力，第六十师、第六十一师被陈济棠礼送出境，组建国民革命军第十九路军，蒋光鼐任总指挥，蔡廷锴任军长，就此脱离广东。此时第十九路军下辖第六十师（师长沈光汉）、第六十一师（师长先戴戟后毛维寿）。1931年5月，增编第七十八师（师长区寿年）。此后爆发一二八淞沪抗战，十九路军在上海进行了英勇抵抗。1932年5月停战后，十九路军被派往福建剿共，此时又于7月增编了第四十九师（师长张炎）、补充师（师长谭启秀）。在屡次败于红军、受南京排挤后，陈铭枢强力推动福建事变，宣称脱离中华民国、另立中华共和国，此时部队改称人民革命军。人民革命军的陆军共有5个军，10个师，33个团，乃是由十九路军的5个师10个旅改编而来，1933年12月又新组建1个军2个师，并收编了卢兴邦的部队为新二军；人民革命军空军有2个大队；此外还有海军陆战队2个旅、特务团、人民自卫团等武装，总兵力约7万人，归人民革命军第一方面军总司令部指挥，十九路军番号仍保留，蔡廷锴任第一方面军总司令兼十九路军总指挥。邓世增任第一方面军参谋长兼十九路军副总指挥。第一军先驻沙县，军长为沈光汉，统辖第一师刘占雄，六十师邓志才；第二军驻泉州，军长毛维寿，统辖第二师庞成，六十一师梁世骥；第三军驻福州、莆田，军长区寿年，统辖第三师张君嵩，第七十八师云应霖；第四军驻龙岩，军长张炎，统辖第四师谢琼生，第四十九师阮宝洪；第五军驻古田、水口、延平一线，军长谭启秀，统辖第五师司徒非，第七师赵一肩；第六军驻安溪，军长翁照垣，统辖第六师洪文德，第八师余承尧；此外特种部队驻扎厦门；还有卢兴邦的新二军驻尤溪。另有其他独立单位如下：第一独立旅陈济，第一独立团聂进龙，第二独立团马鸿兴，陆战队第一旅杨廷英和第二旅林秉周则由总部直辖。1934年1月21日，福建事变彻底失败，陈铭枢、蒋光鼐、蔡廷锴等十九路军流亡海外，部队最初被改编为毛维寿第七路军，后被彻底分割并入中央军：第六十师划归陈诚土木系，第六十一师和第七十八师划归胡宗南系统，第四十九师逐渐瓦解。
1936年，陈济棠、李宗仁联合发动两广事变反蒋，蔡廷锴应邀入桂，以十九路军剩余公款重建第十九路军，下辖第六十师（师长翁照垣）、第六十一师（师长丘兆琛）、第七十八师（师长区寿年），但不久余汉谋投蒋、陈济棠垮台、蒋桂和解，重建的第十九路军失去政治筹码价值，最终被缩编为国民革命军第一七六师（师长区寿年），划归新桂系国民革命军第四十八军，此后参加抗战继承原十九路军报国意志，直至1940年因不愿参加皖南事变、新桂系制造“云应霖事件”对十九路军出身军官大肆清洗、区寿年被迫离职为止。

### 陈济棠部
1928年李济深返粤后，陈济棠升任第四军军长，部队下辖三师。
1929年3月15日李济深北上调停蒋桂战争后，背叛李济深、响应南京军事编遣，所部缩编为广东编遣区第一师和独立第一旅，陈济棠（后余汉谋）任师长、香翰屏任旅长。李济深遗留的第八路军总指挥职由陈济棠接任。
1929年7月联合蒋光鼐师击溃拥护李济深的徐景唐部广东编遣区第二师，所部由陈、蒋收编，香翰屏转任该师师长，李扬敬继任独立第一旅旅长。
1929年8月17日，为第三次粤桂战争作准备，在南京支持下，广东编遣区第一师扩编为第五十九师、第六十三师，独立第一旅扩编为第六十二师，余汉谋、香翰屏、李扬敬分任师长。
1929年底至1930年期间，作为中原大战的一部分，南京支持的二陈粤军和桂张（发奎）联军爆发激烈战争，新桂系先后在北流、衡阳等地遭受重创，退守柳州一带。
1931年2月28日，蒋中正幽禁胡汉民于南京汤山，在古应芬的策动下，陈济棠与新桂系、汪精卫等南方反蒋势力和解，另立广州国民政府和广州国民政府军事委员会，并单方面将国民革命军第八路军改称国民革命军第一集团军，自任总司令、以早前返粤投陈的缪培南任参谋长，国民革命军第五十九师、国民革命军第六十二师、国民革命军第六十三师分别改称第一军、第二军、第三军，原师长分别升任军长。此次改番号扩军举动，并未获得南京承认，作为回应，南京方面撤销第八路军及下辖各师番号。
1932年4月，胡案和平解决后，南京方面恢复承认第八路军番号，但陈济棠仍自称第一集团军。同年，陈济棠以武力驱逐张惠长、陈策，吞并广东空军和海军第四舰队。
1934年1月8日，因政见不合，香翰屏被解除第二军军长职务，陈济棠自任军长，以张达代职。
1936年1月，第一集团军扩编，张达继任第二军军长，黄任寰、缪培南分任第四军、第五军军长，另组建警卫军，由陈济棠兄陈维周任军长。
1936年6月，因对胡汉民之死、蒋中正意图染指广东感到不安，陈济棠联合新桂系反蒋，引发两广事变。在南京分化瓦解下，陈济棠被迫下野，第八路军改编为第四路军，余汉谋、香翰屏分任正副司令，并遵照南京指示改组部队为第一五一至一六〇师共十个师，另设置五军区司令，由李振球（原第一军副军长）、张达（原第二军军长）、黄任寰（原第四军军长）、黄延桢（原第三军副军长）、缪培南（原第一集团军总参谋长兼第五军军长）分任以安抚旧人。
1937年抗战爆发后，原陈济棠粤军、即现余汉谋粤军，分别组编为国民革命军第六十二、第六十三、第六十四、第六十五、第六十六军，后一度增编第八十三军，投入抗战序列。
1939年初，因第八十三军在1938年10月至11月的惠广战役中作战不力被裁减。
1940年初，因第六十六军在1939年底桂南会战中作战不力被裁减。
1945年抗战胜利后，剩余部队继续投入内战序列。
1949年，第六十五军在四川向中国人民解放军投降。
1950年初，因海南岛战役失利，第六十二军、第六十四军被歼灭，第六十三军抢运出二万五千余人逃往台湾，因第四军、第六十四军所剩无几，第六十二军几近全灭，于是第六十三军官兵被平均分配至第四军、第六十三军和第六十四军，三个军皆降级为师。不久第六十三师、第六十四师分别划归第五十军和第七十五军。
1952年进行整编后，第六十三师一度预定被裁减，但在上峰力保下反纳编第一四七师部分官兵改称第二十七师，第一四七师却被裁减。与此同时第六十四师被裁减，粤军第六十四军历史就此结束。
1976年第二十七师改称第一二七师。
1983年停止部队换防，从此长驻金门金西。
1999年4月1日，第一二七师缩编为第一二七旅。
2007年4月1日，第一二七旅缩编为金西守备大队。
2014年4月1日，金西守备大队与金东守备大队合并为金门守备大队，新的金门守备大队承袭国民革命军第一一八师历史，粤军第六十三军历史就此结束。

### 张发奎部
1928年中，原張發奎部第四軍響應蔣介石提出的裁軍通電，被縮編為第四師，繆培南任師長，下轄三個旅。到了1929年中，蔣介石與桂系爆發蔣桂戰爭，張發奎率第四師與桂系作戰，進駐湖南。蔣得勝後，企圖將第四師繳械，張於是又聯合桂系反蔣，再次起用「第四軍」番號，以薛岳为军长，並南下廣東。但是在廣東花縣一帶為陳濟棠及陳銘樞部所大敗，被迫撤返廣西。1930年初，蔣光鼐在北流大敗第四軍，第四軍只剩三團約五千人。1930年中爆發中原大戰，再以第四軍名義聯合桂系參加反蔣。但開至湖南後為陳銘樞部切斷而敗退，全軍只剩一千餘人。之後第四軍縮編，併入桂系。在经历上述一系列惨痛失败后，张发奎部第四军一度到了解散的边缘，缪培南、李汉魂、邓龙光等人陆续离张返粤，薛岳也曾经要求解散，但在部分官兵要求再干和新桂系拨补兵员的情况下，张部得以存续。
1931年，胡漢民被軟禁，兩廣反蔣。此時在陈济棠和新桂系的许可下又恢復第四軍番號，再以張發奎為軍長。九一八事變後，两广與南京復合，南京方面再正式恢復第四軍。1932年，第四軍離開廣西，進入江西對共軍作戰。張發奎辭去軍長，由吳奇偉任，自此第四軍屬中央軍土木系序列。
1932年後第四軍曾參與“剿共”，该军当时只有第九十师，1934年3月该师辖下第二七〇旅扩编为第五十九师，韩汉英任师长，自此该军固定阵容成型。
抗日戰爭时期，为粤军出身的中央军旁系部队，内部广东人占主导地位，吴奇伟、欧震先后在该军任军长。薛岳的胞弟薛仲述安插到第四军第90师任师长。第四軍先後參加淞滬、武漢、長沙會戰，然因在长衡保卫战中作战不力，军长张德能被枪毙。后面的军长沈久成和王作华也是薛岳的亲信。
抗戰勝利後因国共协商整编军队，于1946年整編第四師，1948年9月恢復第四軍番號。在渡江战役中被殲滅，军长王作华只身化装逃跑外，副军长李子亮以下被俘。1950年1月，海南防卫总司令薛岳将暂五、暂六2个军并为新的第四军，军长薛仲述，担负琼西守备任务。海南岛战役前，曾先后有第六十师、第九十二师、第一〇二师、第二八六师加入该军序列。1950年海南岛战役失败后，该军虽撤往台灣，但人员所剩无几，在得到第六十三军残部拨补后才勉强缩编为第四师，后划归第六十七军。
1951年，陸軍第四師更改番號為陸軍第八十一師。
1966年9月1日，陸軍第八十一師與海軍陸戰隊第一旅合併整編為「海軍陸戰隊陸戰第二師」。
1975年7月15日，更改番號為「海軍陸戰隊第五十四師」。
1976年8月15日，更改番號為「海軍陸戰隊第九十九師」。
2000年3月1日，遵奉國防部命令，貫徹「精實案」，將海軍陸戰隊第九十九師改編為「海軍陸戰隊守備旅」。
2001年5月1日，正式編成為「海軍陸戰隊守備旅」。
2005年1月1日，遵奉國防部命令，貫徹「精進案」，海軍陸戰隊守備旅改編為「海軍陸戰隊陸戰九九旅」。
2005年4月1日，正式編成為「海軍陸戰隊陸戰九九旅」，現今「鐵軍部隊」名號由海軍陸戰隊陸戰九九旅承襲。

### 共产党部
南昌起事的原国民革命军第四军所部由朱德带领辗转与南部各省，1928年4月底与毛泽东指挥的秋收起义上井冈山的部队会师，为了继续保持铁军的名号，改称工农革命军第四军，后称中国工农红军第四军，发展为红一军团，国共统一战线后红一军团被改编为八路军一一五师343旅，后发展成为八路军山东军区，抗战结束后大部挺进东北改编为东北野战军，小部留守山东与北上新四军合编为华东野战军。
抗战开始后，留守在南方八省打游击的红军被国民政府改编。由于该部有一些原国军第四军起事产生的部分，且新部队的军长为当年为第四军被稱為“鐵軍”時期的獨立團團長的的叶挺。叶挺提议将改编后的番号叫“新編第四军”，以继承和发扬过去铁军的光荣传统。
国民革命军第四军的部分编制延续至今在中国人民解放军中依然存在。隶属中国人民解放军陆军第八十二集团军的中型合成第一二七旅和中国人民解放军陆军第八十三集团军的中型合成第一一三旅各一部被认为是第四军的编制后代。其中前述之第127旅前身127師379团继承“叶挺独立团”荣誉称号，继续以“铁军”为旗帜，其军史比共产党军队的军史还长。

## 鐵軍得名之由來
武昌人民稱第四軍為「鐵軍」。為了表揚四軍的功績，當地粵僑紳商特別鑄一鐵盾，賚送第四軍旌其功勛，並題詞曰:
|  | 烈士之血，主義之花。四軍偉績，威震遐邇。能守紀律，能毋怠誇。能愛百姓，能就國家。催鋒陷陣，如鐵之堅。革命負擔，如鐵在肩。功用若鐵，人民倚焉。愿壽如鐵，垂億萬年。 |

這就是「鐵軍」得名之由來。